# Tamir Shmerling
Tamir Shmerling (hebräisch תמיר שמרלינג, * um 1985) ist ein israelischer, in den Vereinigten Staaten lebender Jazzmusiker (Kontrabass) des Modern Jazz.

## Leben und Wirken
Shmerling, der aus Aschkelon stammt, spielte während der Ableistung seiner Militärdienstes von 2005 bis 2008 als Bassist in einem israelischen Militär-Orchester. Nach seiner Entlassung aus der Armee arbeitete er in Bigbands in Tel Aviv und Cholon; daneben studierte er an der Rimon-Musikschule. 2008 erhielt Shmerling ein Stipendium zum Studium am Berklee College of Music. Dort erhielt er Unterricht bei Hal Crook, Ralph Peterson, Terri Lyne Carrington, Greg Osby, Jamey Haddad, Alain Mallet, John Lockwood und Ed Tomassi. Während seiner Ausbildung arbeitete er mit Musikern wie Terri Lyne Carrington, Kevin Eubanks, Jerry Bergonzi, Alain Mallet, Carmen Lundy, Lizz Wright, Ingrid Jensen, Adam Rogers, Chad Lefkowitz-Brown, Gretchen Parlato, Helen Sung, Ofer Ganor, Avishai Cohen, Ignacio Berroa, Jason Palmer und Jerome Sabbagh. 2015 entstanden erste Aufnahmen in den USA mit Miles Donahue (The Bug), anschließend mit Addison Frei, Caroline Davis, dem Dan Pugach Nonet und Eli Degibri (Soul Station : A Tribute to Hank Mobley). Gegenwärtig (2019) ist Shmerling Mitglied des Eli Degibri Quartetts. Zu hören ist er u. a. auch auf Victor Goulds Album In Our Time (2021).